# Зелениця сплющена
Зелени́ця сплю́щена (Diphasiastrum complanatum, Lycopodium complanatum (L.) Holub) — багаторічна трав'яниста рослина заввишки до 40 см з родини плаунових. Має циркумполярне, субарктичне та альпійське поширення по всій Північній півкулі. Рідкісний вид, занесений до Червоної книги України. Лікарська, декоративна, технічна рослина.

## Назва
У Словнику українських наукових і народних назв судинних рослин для цього виду подані такі народні назви як: п'яди́ч пло́ский, п'яди́ч тисинка, баране́ць, бор-зілля, зелезниця, зелене́ць, зелениця, зеленка, зеленька, зелінка, порушник, рута, сухояр, тисина́. Більшість з них, як і українська родова назва, походять від слова «зелений» і вказують на характерний колір цієї рослини, який вона зберігає протягом усього року. В наукові літературі часто трапляються назви, похідні з латини і російської мови: діфазіа́струм сплюснутий, плау́н сплю́щений, плау́н двого́стрий.

## Біологічний опис

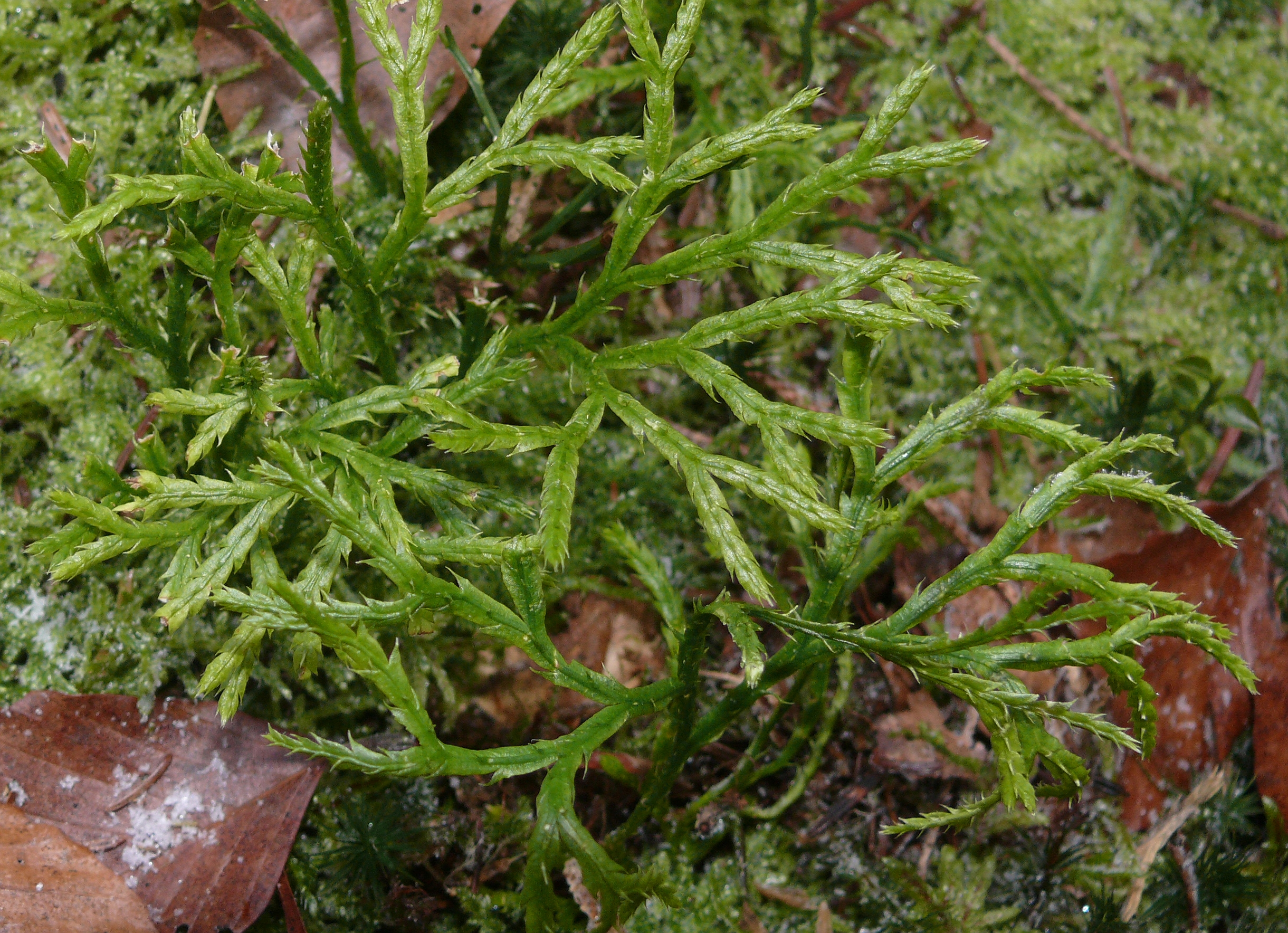
Зелениця сплюснута

Багаторічна трав'яниста рослина з вічнозеленими пагонами. Стебла заввишки до 40 см, прямостоячі, з двічірозгалуженими пагонами, зібраними на кшталт віяла. Листки неодинакові (черевні вдвічі коротші за спинні), яйцеподібні, ланцетні, гострі, щільно притиснуті до стебла, біля основи до половини зрослі один з одним. Спороносні колоски (по 2-6) розвиваються на видовжених дихотомічно (вилчасто) розгалужених ніжках з рідко розміщеними листочками.
Зростає у хвойних лісах, на дюнних пагорбах, зрідка — у лісовій і лісостеповій зоні. Спороносить у серпні — вересні. Тіньовитривала рослина. Поширена на Поліссі, в північній частині лісостепу, в Карпатах.
Природоохоронний статус виду — рідкісний. Занесений до Червоної книги України. Охороняється в  Нобельському національному природному парку.

## Господарське та комерційне значення
Декоративне, лікарське, фарбувальне (народний засіб для отримання зеленої фарби для вовни).